# Mario Braga de Abreu
Mario Braga de Abreu (Curitiba, 25 de abril de 1906 - Curitiba, 8 de julho de 1981) foi um médico brasileiro. Graduado na Faculdade de Medicina do Rio de Janeiro, especializou-se em cirurgia geral e dedicou sua vida às atividades profissionais e ao ensino da cirurgia. Considerado por muitos o maior médico que já existiu no Paraná.

## Biografia
Filho de Manoel M. de Abreu e de Maria Joana Braga de Abreu, formado-se em medicina no ano de 1929 pela Faculdade de Medicina do Rio de Janeiro e após formado, retorna para Curitiba para exercer suas atividades na Santa Casa de Misericórdia de Curitiba. Atuou neste hospital de forma ininterrupta por mais de 50 anos. Foi fundador, diretor e professor da Faculdade de Ciências Médicas do Paraná, atual Escola de Medicina da Pontifícia Universidade Católica do Paraná . Foi ainda professor catedrático de cirurgia da Universidade Federal do Paraná (UFPR), onde exerceu suas atividades até à sua aposentadoria em 1976.
Portador de um conhecimento médico ímpar, e possuidor de uma esmerada habilidade cirúrgica, tornou-se conhecido como o maior médico e cirurgião que já existiu no Paraná.[carece de fontes?]

## Prêmios recebidos
- Cidadão Benemérito do Paraná- 1966
- Medalha do Mérito Universitário - UFPR
- Medalha da Paz Social- SESC - 1974
- Membro Emérito do Colégio Brasileiro de Cirurgiões
- Doutor Honoris Causa - UFPR
- Mérito Cirúrgico São Lucas- Sociedade para o Progresso da Cirurgia